# 聽雨叢談
《聽雨叢談》，凡十二卷，清福格撰。

## 內容主旨
《s:聽雨叢談》原本僅有底稿，未曾刊印，原稿藏於傅增湘家中，民國後歸北京圖書館收藏。本書多記清代典章制度，尤詳於滿清事蹟。1959年12月北京中華書局根據傅增湘藏稿刊印。